# Philippe de Gaulle

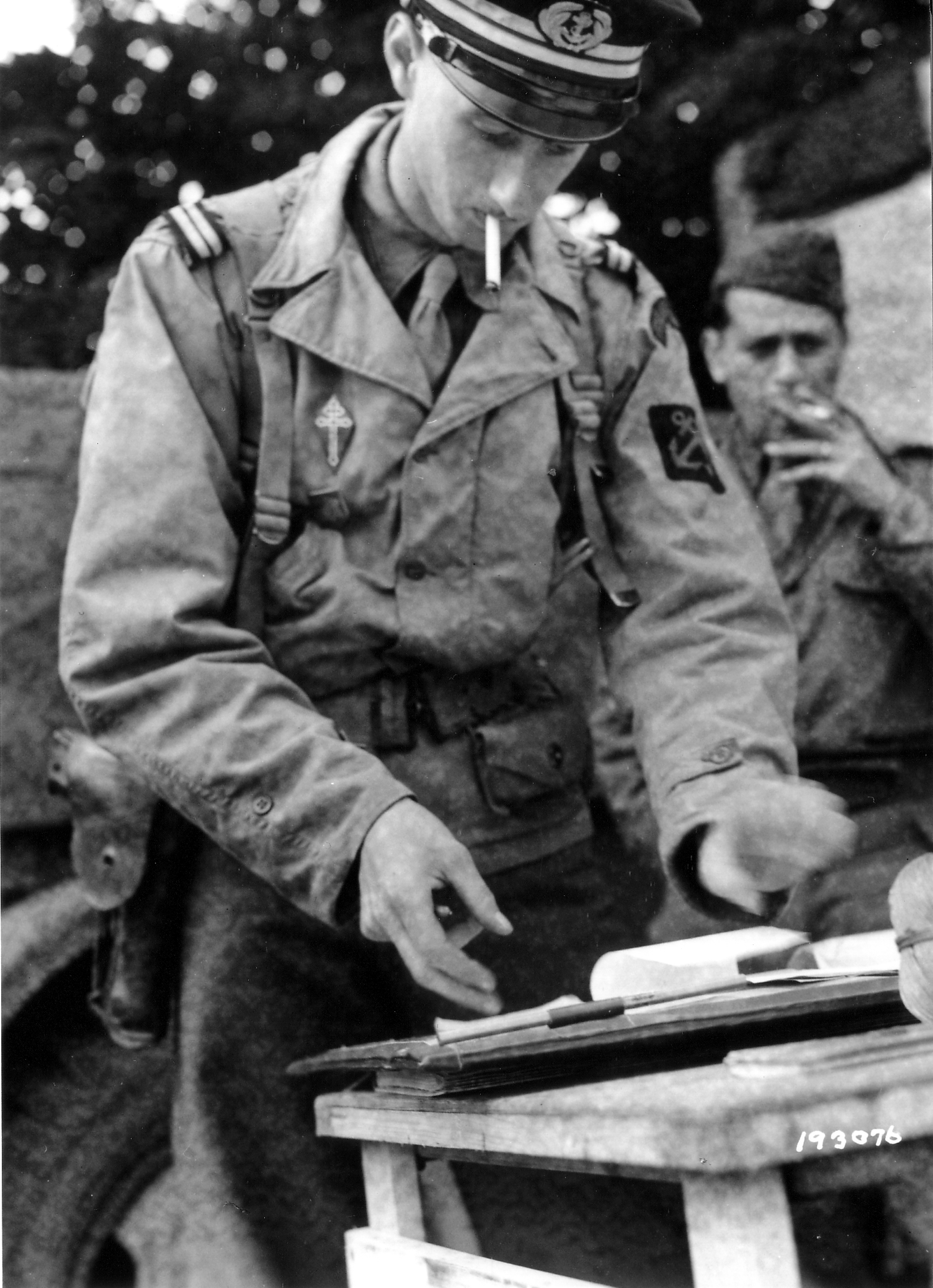
Philippe de Gaulle podczas II wojny światowej

Philippe Henri Xavier Antoine de Gaulle (ur. 28 grudnia 1921 w Paryżu, zm. 12 marca 2024 tamże) – francuski polityk i wojskowy. Najstarszy z trojga dzieci i jedyny syn Charles’a de Gaulle’a.

## Życiorys
Jako dziecko wychowywał się m.in. w Niemczech i Libanie, w zależności od miejsca stacjonowania swojego ojca. Ukończył paryskie Collège Saint-Nicolas i Collège Stanislas, egzamin wstępny do szkoły Marynarki Narodowej przerwała mu niemiecka agresja na Francję.
18 czerwca 1940 został ewakuowany wraz z rodziną z Brestu do Wielkiej Brytanii. Dwa dni później zaciągnął się do Sił Morskich Wolnych Francuzów, służąc na pokładach pancerników „Courbet” i „Président Théodore Tissier” oraz szkunerów „Belle Poule” i „Étoile”. Uczestniczył w kursach oficerskich m.in. na Britannia Royal Naval College. Po jej ukończeniu brał udział w bitwie o Atlantyk i patrolach kanału La Manche, m.in. jako dowódca ścigacza „Ch 11”. W 1944 przeniesiono go do walczącego na lądzie Pancernego Pułku Fizylierów Morskich, na stanowisko dowódcy plutonu. Przeszedł cały szlak bojowy 2 Dywizji Pancernej od Normandii do Berghofu. W czasie II wojny światowej został sześciokrotnie ranny.
W 1946 ukończył w Chapel Hill kurs pilotażu, służąc następnie w lotnictwie morskim floty Francuskich Sił Zbrojnych na różnych stanowiskach oraz w Sztabie Generalnym. Odszedł z wojska w 1982 jako Generalny Inspektor Marynarki Narodowej. 28 września 1986 został wybrany senatorem z ramienia Zgromadzenia na rzecz Republiki (wybrano go ponownie w 1995), pełnienie mandatu parlamentarzysty zakończył 30 września 2004. Od 2006 należał do Komitetu Honorowego Ruchu Inicjatywy i Wolności, honorowo przewodniczy także Narodowej Unii Międzyuczelnianej.

## Życie prywatne
Był pierwszym z trojga dzieci Yvonne i Charles’a – przywódcy Wolnej Francji i Francji Walczącej podczas II wojny światowej oraz pierwszego prezydenta V Republiki Francuskiej. Jego rodzicami chrzestnymi byli Marguerite Vendroux (babcia od strony matki) i Xavier de Gaulle (stryj). W 1947 poślubił Henriette de Montalembert de Cers  (1929–2014), której ojcem chrzestnym był Henryk Orleański – pretendent do francuskiego tronu. Para miała czwórkę dzieci:
- Charles de Gaulle (ur. 1948) – prawnik, polityk Unii na rzecz Demokracji Francuskiej, Zgromadzenia na rzecz Republiki i Frontu Narodowego Jean-Marie Le Pena (wystąpił z niego w 2004), w latach 1994–2004 deputowany do Parlamentu Europejskiego
- Yves de Gaulle(inne języki) (ur. 1951) – przedsiębiorca, były sekretarz GDF-Suez
- Jean de Gaulle(inne języki) (ur. 1953) – polityk Zgromadzenia na rzecz Republiki oraz Unii na rzecz Ruchu Ludowego, w latach 1986–2007 deputowany do Zgromadzenia Narodowego
- Pierre de Gaulle (ur. 1963)

## Awanse
- aspirant – październik 1941
- podporucznik marynarki – luty 1943
- porucznik marynarki – luty 1944
- kapitan marynarki – 24 grudnia 1948
- komandor podporucznik – 1 kwietnia 1956
- komandor porucznik – 1961
- komandor – 1 kwietnia 1966
- kontradmirał – 1 września 1971
- wiceadmirał – 1 czerwca 1975
- admirał floty – 1 czerwca 1977
- admirał – 25 czerwca 1980[6]

## Odznaczenia
- Krzyż Wielki Orderu Narodowego Legii Honorowej (2005)[7]
- Wielki Oficer Orderu Narodowego Legii Honorowej (1980)
- Kawaler Orderu Narodowego Legii Honorowej (1946)
- Krzyż Wielki Orderu Narodowego Zasługi (1984)
- Komandor Orderu Zasługi Morskiej
- Krzyż Wojenny 1939–1945 z trzema palmami
- Medal Lotniczy
- radziecki Order Wojny Ojczyźnianej I stopnia (1985)

Mimo licznych zasług z okresu II wojny światowej Philippe de Gaulle nigdy nie został odznaczony Orderem Wyzwolenia. Wiązałoby się to z automatycznym przyjęciem marynarza do Zakonu Towarzyszy Wyzwolenia i oskarżeniami o nepotyzm wobec Charles’a de Gaulle’a.